# Бойко Цветанов
Бойко Цветанов е български оперен певец, тенор.

## Биография

### Произход и музикално образование
Роден е през 1955 г. в София. Занимава се с пеене от шестгодишен, в училищните си години печели конкурси. Баща му живо се интересува от музика, води го на опера, самият той свири на китара и мандолина. Семейството на Бойко Цветанов е обявено от комунистическата власт за „врагове на народа“, тъй като дядо му бил „капиталист“. Това оказва значително влияние на музикалната му кариера в комунистическа България.
Учи в Българската държавна консерватория в класа на проф. Чавдар Хаджиев, за когото казва, че го е изградил като певец и до голяма степен като личност. Дипломира се със специалност „Оперно пеене“.

### Ранна кариера
Бойко Цветанов още като студент влиза в хора на Националната опера и балет. Издържа държавно признат конкурс за солист на операта, но две години директорът Руслан Райчев го пуска на сцената само като хорист. В Русенската опера обаче го канят през 1980 г. в „Реквием“ на Верди и тази първа негова изява като солист има огромен успех. В Софийската опера е допуснат като солист едва през 1982 г., след идването на новия директор Светозар Донев, като му е поверена главната тенорова роля в „Италианката в Алжир“ на Росини. В нея споделя успеха с партньорката си Христина Ангелакова. Този успех не повлиява особено на кариерата му в Националната опера, а при поканите от Франция за ангажименти в парижкия театър „Шатле“, в оперите на Руан и Бордо, властите не му издават виза. В софийската опера му се дават малки роли. Изпълнява три образа във „Война и мир“ на Прокофиев, участва и в  „Хованщина“ на Мусоргски и с тях е пуснат на гастролите на операта в Париж. Връх на турнето трябва да бъде изпълнението на Вердиевия „Реквием“ с участието на Николай Гяуров, Мирела Френи, Пласидо Доминго и Александрина Милчева. Френи и Доминго обаче не могат да участват и в последния момент Бойко Цветанов замества болния Пласидо Доминго. Успехът му е голям. Импресариото Глоц го кани в постановката на „Трубадур“ в Мадрид, която минава изключително.
В София диригентът Владимир Гяуров го включва в първата си постановка на „Атила“ от Верди и след успехът прави и запис на операта в „Балкантон“. Цветанов изпълнява и роли във „Фаворитката“ и в „Лучия ди Ламермур“ от Доницети, както и партията на Каварадоси от „Тоска“ на Пучини. Получените в Българската концертна дирекция покани от Франция за негови участия отново са отхвърлени от българските власти. В битово отношение положението му е лошо: семейната къща на дядо му е конфискувана и той обитава със семейството си една стая в нея без вода. Обиден от отношението на Операта, дала на други певци – партийни членове, жилища в центъра, а на него най-мизерното, в „Обеля“, той подава оставка, но не успява да напусне операта.
През 1986 г. като солист на хор „Гусла“ има два концерта във Финландия и получава множество покани. Използвайки наличния паспорт, без разрешение отива до Прага и участва като Алфред в два спектакъла на „Травиата“ в Пражката опера. След това в Сплит изпълнява трикратно ролята на Радамес от „Аида“ и е поканен за първи тенор на операта. Връща се в България с няколко договора за чужбина, но получава отказ. Тогава напуска Софийската опера и отива в Ловеч при съпругата си. Ръководството му заявява: „Знай, че никъде няма да пееш и ще умреш от глад!“.

### Международна кариера
Докато е безработен в Ловеч, Бойко Цветанов разбира, че в Рим се открива школата на Борис Христов.  „Той беше мой Господ“, споделя той. Тъй като е лишен от паспорт, за да отиде там, се налага да подаде молба да бъде върнат в Софийската опера. В Италия Борис Христов е възхитен от неговия глас. Работи с него върху „Дон Карлос“ и „Тоска“. Казва, че Цветанов е „най-вълнуващият изпълнител на Дон Карлос и притежава точно нужния тембър и гласов материал за този образ“. Като човек го цени толкова, че иска да дари цялото си имущество на него, да стане негов наследник; прави го пред смаяните специализанти и при отказа на Цветанов и двамата се разплакват.
След връщането си в България Цветанов дебютира в подготвяната с Борис Христов роля на Каварадоси в „Тоска“. Явява се с нея, въпреки създадени пречки от директора на операта Димитър Тъпков, на Международния конкурс за млади оперни изпълнители в София (1988). Публиката е във възторг и посреща с бурни освирквания даденото му трето място. Председателката на журито Райна Кабаиванска признава пред музикалния критик Марин Бончев великолепното му пеене, но имал „ниска фигура“. „Този конкурс беше за певци, а не за ниски и високи фигури“, пише Бончев. Чуждестранен член на журито кани Цветанов да се яви на подобен конкурс в Билбао, Испания, и там младият певец печели първо място.
В Испания получава покана за „Бал с маски“ от операта в Дюселдорф. След това е поканен от виенската Щатсопер с двугодишен договор за изпълнения в „Кавалерът на розата“ и „Капричио“ на Рихард Щраус. Във Виена Бойко Цветанов се усъвършенства при Маргарита Лилова. Импресариото Холандер го ангажира за изяви в Германия, Австрия и Италия в „Трубадур“, „Лучия ди Ламермур“ и „Тоска“. По-късно специализира при Карло Бергонци в Академия Верди в Бусето.
След конкурс Цюрихската опера (Швейцария) му предлага договор за постоянен солист. Десетилетия наред той е неин първи тенор, от 1991 г. до пенсионирането си през 2016 г. От самото начало той е еднакво успешен като певец в концерти и оратории.
На сцената в Цюрих е пял с партньори като Ренато Брузон, Пиетро Капучили, Джордо Дзанканаро, Мерин Милнс, Грейс Бъмбро, Александрина Пендачанска, Маргарита Лилова, Весела Кацарова, Гена Димитрова, Анна Томова-Синтова, Николай Гяуров, Никола Гюзелев, дублира се с Пласидо Доминго, Хосе Карерас, Павароти, Лео Нучи и други.
Гостувал е в Англия, Япония, Германия, Австрия, Италия, Швейцария, Холандия, Франция, Испания, Португалия, [Дания, Швеция, Унгария, Чехия, Русия. Работил е с диригентите Клаудио Абадо, Рикардо Мути, Маринуци, Джордж Шолти, Ламберто Гардели, Бруно Бертолети, Никола Решинио, Херберт фон Караян и други.

### Спектакли на Варненската опера
През годините Бойко Цветанов пее многократно със състава на Варненската опера, както в ММФ „Варненско лято”, така и в други спектакли. С участието му в „Селска чест” от Маскани Варненската опера открива Салона на изкуствата 2010 в София, същата година участва и в Опера в Летния театър като Ернани в едноименната опера на Верди. През 2011 г. участва в оперната гала, през 2012 е Калаф в „Турандот”. В Опера в Летен театър Варна 2014 играе Андре Шение от операта на Умберто Джордано, а в Летен театър 2015 отбелязва 60-годишнината си с ролята на Калаф от Турандот, която пее около 300 пъти на няколко континента. Във Варненската опера Цветанов пее за пръв път ролята на Отело от едноименната опера на Верди.
По случай националния празник на България Цветанов, Цветелина Василева и Даниела Димова изнасят представление в църквата „Свети Павел“ в Страсбург през 2016 г.  Освен класически оперни арии от композитори като Верди, Пучини, Моцарт и др., в програмата са представени арии от българските композитори Панчо Владигеров, Добри Христов и Парашкев Хаджиев, чиито творби са черпили силно вдъхновение от родния фолклор. 

## Дискография
През 2000 г. Цветанов записва CD продукция за MMO Music Group с оркестъра на Софийската народна опера под диригентството на Найден Тодоров .

## Оперни роли
| - Флавио, Норма (Белини) - Полионе, Норма (Белини) - Гуалтиеро, Пиратът (Белини) - Лорд Артуро Талбо, Пуритани (Белини) - Дон Хосе, Кармен (Бизе) - Ерик, Der Fliegende Holländer (Вагнер) - Радамес, Аида (Верди) - Форесто, Атила (Верди) - Рикардо, Бал с маски (Верди) - Дон Карлос, Дон Карлос (Верди) - Ернани, Ернани (Верди) - Фентън, Фалстаф (Верди) - Дон Алваро, Силата на съдбата (Верди) - Lombardi alla prima Crociata I Arvino (Верди) - Родолфо, Луиза Милер (Верди) - Макдуф, Макбет (Верди) - Малкълм, Макбет (Верди) - Исмаил, Набуко (Верди) - Ариго, Сицилиански вечерни (Верди) - Стифелио, Стифелио (Верди) - Алфредо Жермон, Травиата (Верди) - Манрико, Трубадор (Верди) - Sly, Sly (Волф-Ферари) - Богдан Собинин, Иван Сусанин (Глинка) - Джането Малеспини, La Cena delle Beffe (Джордано) - Malatestino dall'Occhio, Франческа да Рамини (Дзандонаи) - Неморино, Любовен еликсир (Доницети) - Фернандо, Фаворитката (Доницети) | - Едгардо ди Рейвънсууд, Лучия ди Ламермур (Доницети) - Джузепе Хагенбах, La Wally (Каталани) - Канио, Палячи (Леонкавало) - Туриду, Селска чест (Маскани) - Жан, Иродиада (Масне) - Белмонте Отвличане от сарая (Моцарт) - Григорий, Борис Годунов (Мусоргски) - Мисаил, Борис Годунов (Мусоргски) - Енцо Грималдо, Джоконда (Понкиели) - Родолфо, „Бохеми“ (Пучини) - Бенджамин Франклин Пинкертън, Мадам Бътерфлай (Пучини) - Де Грийо, Манон Леско (Пучини) - Луиджи, Мантията (Пучини) - Марио Каварадоси, Тоска (Пучини) - Калаф, Турандот (Пучини) - Роберто, Вилите (Пучини) - Млад циганин, Алеко (Рахманинов) - Паоло, Франческа да Римини (Рахманинов) - Арнолдо, Вилхелм Тел (Росини) - Линдоро, Италианката в Алжир (Росини) - Арджирио, Танкреди (Росини) - Ленски, Евгений Онегин (Чайковски) - Маурицио, Адриана Лекуврьор (Чилеа) - Италиански тенор, Капричио (Щраус) - Певец, Кавалерът на розата (Щраус) - Хаук-Сендорф, Делото Макропулос (Яначек) |